# Jack Draper
Jack Alexander Draper (Londres, 22 de dezembro de 2001) é um tenista profissional britânico. É o atual número 5 do mundo em simples pela ATP. Sua melhor colocação no ranking é a de número 4, alcançada em 9 de junho de 2025. Draper venceu três títulos na ATP Tour, incluindo um torneio ATP 1000 no Indian Wells Open de 2025, e alcançou uma semifinal de Grand Slam no US Open de 2024.
Draper também conquistou cinco títulos no ATP Challenger Tour e sete no ITF Tour. Na categoria júnior, Draper foi vice-campeão no Wimbledon Championships de 2018, encerrando o ano com seu melhor ranking júnior, o número 7 do mundo.

## Primeiros anos
Draper nasceu em Sutton, Londres, e foi criado na vizinha Surrey. Seu pai é Roger Draper, ex-diretor executivo da Sport England e da Lawn Tennis Association, e sua mãe é Nicky Draper, uma ex-campeã britânica de tênis juvenil.
Draper frequentou a Parkside School em Cobham, dos quatro aos onze anos, enquanto era treinado por Justin Sherring. Em seguida, frequentou a Reed's School, em Cobham, por dois anos.

## Juvenil
Draper alcançou sua primeira e única final de Grand Slam juvenil no Wimbledon Championships de 2018, onde perdeu para Tseng Chun-hsin em três sets. Ele terminou o ano com o melhor ranking juvenil da carreira, na 7ª posição.

## Carreira profissional

### 2021: Estreia na ATP, Masters e no top 250
Atormentado por lesões durante a maior parte de sua carreira, Draper fez sua estreia na chave principal de simples do ATP Tour como convidado no Miami Open. Ele teve que se retirar de sua partida de estreia contra Mikhail Kukushkin, após desmaiar em quadra devido a uma doença relacionada ao calor.
No ATP de Queen's, em junho, Draper conquistou a maior vitória de sua carreira até então, ao derrotar o número 23 do mundo, Jannik Sinner. Ele venceu o número 39 do mundo, Alexander Bublik, nas oitavas de final, alcançando as quartas de final de um torneio ATP pela primeira vez em sua carreira, onde perdeu para o eventual finalista Cameron Norrie. Ao chegar a esta fase do torneio, ele se tornou o mais jovem britânico a alcançar uma quartas de final de ATP desde Andy Murray, em 2006, e fez sua estreia no top 250 do ranking da ATP.
Draper recebeu um convite para a chave principal de simples no Torneio de Wimbledon de 2021. Ele enfrentou o atual campeão Novak Djokovic na primeira rodada, vencendo o primeiro set por 6–4, antes de perder os três sets seguintes e, consequentemente, a partida.

### 2022: Quartas de final de Masters, vitória sobre top 10, entrada no top 50
Em janeiro, Draper participou do Città di Forlì II de 2022, um torneio do ATP Challenger Tour, em Forlì, onde era o oitavo cabeça de chave. Lá, ele alcançou sua primeira final de Challenger e conquistou seu primeiro título no circuito após derrotar o compatriota Jay Clarke em dois sets. Duas semanas depois, Draper manteve a boa forma no Città di Forlì IV, onde, sem ser cabeça de chave, chegou à sua segunda final e conquistou seu segundo título de Challenger após derrotar Tim van Rijthoven. A vitória levou Draper a estrear no top 200 e alcançar uma nova melhor marca na carreira, como número 162 do mundo, em 21 de fevereiro de 2022. Draper garantiu seu terceiro título consecutivo de Challenger em seu terceiro torneio em Forlì, no Città di Forlì V, na semana seguinte, após salvar quatro match points na final para derrotar Alexander Ritschard em três sets.
No Miami Open, Draper conquistou sua primeira vitória em uma partida de Masters 1000 sobre Gilles Simon, como convidado. Ele perdeu na segunda rodada para o compatriota Cameron Norrie. Draper prosseguiu na semana seguinte e venceu seu quarto título de Challenger em Saint-Brieuc, derrotando Zizou Bergs na final. No ATP de Madri de 2022, em sua estreia, ele derrotou o número 27 do mundo, Lorenzo Sonego, como convidado, conquistando sua segunda vitória em nível de Masters. Draper fez sua estreia no top 100 como número 99 do mundo em 13 de junho de 2022.
Em Eastbourne, como convidado, Draper venceu Jenson Brooksby, o quarto cabeça de chave Diego Schwartzman e o também convidado Ryan Peniston, para alcançar a primeira semifinal de ATP de sua carreira. Ele perdeu em três sets para Maxime Cressy na semifinal. Ele conseguiu a entrada direta em um torneio de Grand Slam pela primeira vez no Torneio de Wimbledon de 2022 e venceu sua primeira partida em um Major ao derrotar o convidado Zizou Bergs.
Draper se classificou para o Canadian Open, onde, após derrotar Hugo Gaston na primeira rodada, surpreendeu o terceiro cabeça de chave e número 5 do mundo, Stefanos Tsitsipas, na segunda rodada, conquistando sua primeira vitória sobre um top 10. Foi também sua primeira presença na terceira rodada de um torneio de nível Masters 1000. Depois que Gaël Monfils, seu oponente da terceira rodada, desistiu devido a lesão, Draper avançou para sua primeira quartas de final de Masters 1000. Ele perdeu para Pablo Carreño Busta, que acabou sendo o campeão do torneio.
No Winston-Salem Open de 2022, ele derrotou Fabio Fognini na segunda rodada. Em seguida, venceu o ex-número 3 do mundo, Dominic Thiem, para alcançar as quartas de final, onde perdeu para Marc-Andrea Hüsler. No US Open, ele alcançou a terceira rodada de um Major pela primeira vez na carreira, derrotando o sexto cabeça de chave e número 8 do mundo, Félix Auger-Aliassime. Na quarta rodada, ele se retirou da partida contra Karen Khachanov, quando o placar estava empatado em um set para cada lado.
Em 19 de outubro, ele se classificou para as Next Generation ATP Finals de 2022, sendo o primeiro britânico a fazê-lo. Em 24 de outubro, ele alcançou o melhor ranking de simples da carreira, como número 45 do mundo, tendo entrado no top 50 duas semanas antes. Nas Finais NextGen, ele chegou às semifinais após derrotar o cabeça de chave número 1, Lorenzo Musetti, na fase de grupos. Ele perdeu na semifinal para Brandon Nakashima.

### 2023: Estreias em dois Majors, primeira final de ATP, lesões
Draper começou sua temporada de 2023 no Adelaide International 1. Ele perdeu na segunda rodada para o oitavo cabeça de chave e número 20 do mundo, Karen Khachanov. No Adelaide International 2, ele derrotou o oitavo cabeça de chave, Tommy Paul, na segunda rodada. Em seguida, vingou-se do terceiro cabeça de chave e número 20 do mundo, Karen Khachanov, ao derrotá-lo nas quartas de final, alcançando sua segunda semifinal de ATP. Apesar de tê-lo vencido na semana anterior, ele perdeu sua partida semifinal para o eventual campeão, Kwon Soon-woo, em um disputado jogo de três sets.
Fazendo sua estreia no Australian Open, ele caiu na primeira rodada para o número 2 do mundo, Rafael Nadal, em quatro sets, enquanto lutava contra cãibras. Ele alcançou seu melhor ranking de simples da carreira, como número 38 do mundo, em 16 de janeiro de 2023.
Draper voltou à ação em março, jogando o Indian Wells Open. Em sua estreia neste torneio, ele derrotou o número 29 do mundo e compatriota, Dan Evans, na segunda rodada. Na terceira rodada, ele venceu o ex-número 1 do mundo e compatriota, Andy Murray. Ele foi forçado a se retirar de sua partida das oitavas de final contra o número 2 do mundo e eventual campeão, Carlos Alcaraz, devido a uma lesão muscular abdominal. Draper desistiu do Miami Open pois não queria agravar ainda mais sua lesão abdominal.
Ele fez sua estreia em Roland Garros, mas foi forçado a se retirar de sua partida da primeira rodada contra Tomás Martín Etcheverry devido a uma lesão no ombro. Como resultado, ele anunciou em 8 de junho que perderia toda a temporada de grama.
Draper retornou ao circuito da ATP durante o US Open, onde derrotou Radu Albot, Hubert Hurkacz e Michael Mmoh, avançando para a segunda semana. Ele acabou sendo derrotado por Andrey Rublev na quarta rodada. Ele alcançou a final do Challenger do Open d'Orléans e retornou ao top 100 em 2 de outubro de 2023. Em novembro, ele conquistou seu quinto título de Challenger, no Trofeo Faip–Perrel de 2023.
Classificado como número 82 no torneio seguinte, o Sofia Open, ele chegou à sua segunda semifinal da temporada, derrotando o cabeça de chave número 1, Lorenzo Musetti, e Cem Ilkel. Ele alcançou sua primeira final de ATP ao derrotar Jan-Lennard Struff. Tornou-se o britânico mais jovem a chegar a uma final de ATP Tour desde Andy Murray, no Miami Open de 2009. Draper perdeu a final em três sets para Adrian Mannarino.

### 2024: Dois títulos, semifinal de Grand Slam, Olimpíadas
Draper alcançou sua segunda final no Adelaide International, derrotando Alexander Bublik. Ele perdeu para Jiri Lehecka em três sets. Ele chegou às semifinais de um torneio ATP 500 pela primeira vez no Aberto do México, derrotando Tommy Paul, Yoshihito Nishioka e Miomir Kecmanovic. Ele se retirou da partida contra o atual campeão Alex de Minaur. Como resultado, ele alcançou uma nova melhor posição no ranking, o número 37, em 4 de março de 2024.
Draper alcançou sua terceira final da carreira no Stuttgart Open, derrotando três norte-americanos no caminho: Marcos Giron, o atual campeão Frances Tiafoe e Brandon Nakashima. Draper venceu Matteo Berrettini na final para conquistar seu primeiro título, tornando-se o oitavo campeão estreante no ATP Tour em 2024. Draper se tornou o número 1 britânico no ranking masculino e alcançou sua melhor colocação na carreira, o número 31, em 17 de junho de 2024. No torneio de grama seguinte, no Queen's Club, na semana seguinte, ele alcançou quartas de final consecutivas, derrotando Mariano Navone e o atual campeão Carlos Alcaraz. Como resultado, ele entrou no top 30 do ranking. Ele perdeu nas quartas de final para Tommy Paul. Em Wimbledon, Draper derrotou o sueco Elias Ymer em cinco sets na primeira rodada, mas perdeu sua próxima partida para o compatriota Cameron Norrie.
Em 15 de julho, ele foi convocado para integrar a equipe da Grã-Bretanha para a fase de grupos da Copa Davis, a ser realizada em Manchester em setembro. Nos Jogos Olímpicos de Verão de 2024, Draper derrotou Kei Nishikori na primeira rodada, antes de perder para Taylor Fritz em três sets. No Cincinnati Open, ele alcançou as oitavas de final pela primeira vez no torneio, com uma vitória surpreendente sobre Stefanos Tsitsipas. Em seguida, derrotou Félix Auger-Aliassime em três sets, antes de perder para Holger Rune.
No US Open, Draper superou Zhang Zhizhen por desistência no terceiro set, depois venceu Facundo Díaz Acosta, Botic van de Zandschulp e Tomáš Macháč sem perder sets e sem enfrentar nenhum cabeça de chave, chegando às quartas de final. Com uma vitória sobre o décimo cabeça de chave Alex de Minaur, ele alcançou sua primeira semifinal de Grand Slam e se tornou o primeiro tenista britânico a chegar às semifinais do US Open desde Andy Murray, em 2012. Como resultado, ele alcançou uma nova melhor colocação no ranking, entrando no top 20 em 9 de setembro de 2024. Draper perdeu para o número 1 do mundo, Jannik Sinner, na semifinal. No Japan Open, ele chegou às quartas de final, derrotando Mattia Bellucci e surpreendendo o segundo cabeça de chave Hubert Hurkacz, conquistando sua terceira vitória sobre um top 10 na temporada. Ele se retirou da partida das quartas de final contra Ugo Humbert devido a uma lesão abdominal.
Draper retornou às quadras três semanas depois, no Vienna Open, onde derrotou Kei Nishikori, Luciano Darderi, Tomas Machac e Lorenzo Musetti para chegar à final, onde superou Karen Khachanov para conquistar seu primeiro título ATP 500. Como resultado, ele fez sua estreia no top 15 do ranking de simples em 28 de outubro de 2024. Na semana seguinte, no Paris Masters, ele obteve vitórias sobre Jiří Lehečka e Taylor Fritz, antes de perder na terceira rodada para Alex de Minaur em três sets.

### 2025: Título em Indian Wells, 5º lugar no ranking, 100ª vitória
Draper desistiu da United Cup de 2025 devido a uma lesão no quadril e também anunciou que não jogaria na eliminatória da Grã-Bretanha contra o Japão na Copa Davis. Três vitórias consecutivas em cinco sets sobre Mariano Navone, Thanasi Kokkinakis e Aleksandar Vukic o levaram à quarta rodada do Australian Open pela primeira vez, onde ele se retirou devido a uma lesão após perder os dois primeiros sets para Carlos Alcaraz. Após o Australian Open, Draper alcançou sua primeira final de simples do ano no torneio ATP 500 no Qatar, onde foi derrotado por Andrey Rublev em três sets.
No Indian Wells Open, Draper venceu dois jogadores do top 5: o número 4 do mundo, Taylor Fritz, nas oitavas de final, e o número 3 do mundo, Carlos Alcaraz, nas semifinais, chegando à sua primeira final de um Masters 1000. Ele então derrotou Holger Rune na final para conquistar seu primeiro título de ATP 1000 e entrou no top 10, como número 7 do mundo, em 17 de março de 2025.
Após alcançar sua primeira semifinal de nível ATP no saibro no Madrid Open, Draper garantiu a 5ª posição no ranking de simples em 5 de maio de 2025, tornando-se apenas o quarto britânico a alcançar o top 5 na história do ranking da ATP (desde 1973), juntando-se ao ex-número 1 Andy Murray, ao número 4 Tim Henman e ao número 4 Greg Rusedski. Com 23 anos e 121 dias, ao chegar à final de Madrid, Draper se tornou o britânico mais jovem na Era Aberta a alcançar finais de ATP em saibro, grama e quadra dura.
No Italian Open, ele chegou à quarta rodada, registrando sua 100ª vitória na carreira.

## Estilo de jogo
O estilo de jogo de Draper é caracterizado por um jogo agressivo e completo, além de um saque potente. Apesar de ser destro natural, ele joga como canhoto, o que, na prática, transforma seu backhand em um segundo forehand. Ele possui grande habilidade em variar o saque, utilizando slices e saques planos para deixar os adversários em dúvida na devolução. Seu forehand tem sido comparado ao de Rafael Nadal, tanto pelo topspin quanto pela velocidade e consistência.

## Treinadores
Draper foi treinado por Justin Sherring (2007–2017) e depois por Ryan Jones (2017–2021).
Desde 2021, Draper é treinado por James Trotman no National Tennis Centre, em Roehampton, como parte do programa de apoio a Jogadores de Elite da LTA (Lawn Tennis Association).
Em 2023, Draper contratou o preparador físico Dejan Vojnović. Ele também contratou o treinador técnico Wayne Ferreira em maio de 2024, mas eles se separaram quatro meses depois, antes do US Open de 2024.

## Vida pessoal
Draper é destro natural, mas joga com a mão esquerda, o que significa que seu backhand é executado como um segundo forehand.
Em 2023, ele tinha uma fortuna estimada em 3 milhões de dólares e assinou contratos de patrocínio com marcas como Dunlop, Nike e Vodafone.
Draper é torcedor do Manchester United e gosta de ouvir rap e grime.
Seu irmão, Ben Draper, é seu agente e trabalha para a IMG Tennis-WME Sports.

## Estatísticas da carreira
| Torneio         | 2018 | 2019 | 2020 | 2021 | 2022 | 2023 | 2024 | 2025 | W–L   | Win % |
| --------------- | ---- | ---- | ---- | ---- | ---- | ---- | ---- | ---- | ----- | ----- |
| Australian Open |      |      |      |      |      | 1R   | 2R   | 4R   | 4–3   | 57%   |
| French Open     |      |      |      |      |      | 1R   | 1R   | 4R   | 3–3   | 50%   |
| Wimbledon       | Q1   | Q1   | NH   | 1R   | 2R   |      | 2R   |      | 2–3   | 40%   |
| US Open         |      |      |      |      | 3R   | 4R   | SF   |      | 10–3  | 77%   |
| Win–loss        | 0–0  | 0–0  | 0–0  | 0–1  | 3–2  | 3–3  | 7–4  | 6–2  | 19–12 | 61%   |